# Mithrim Montes
I Mithrim Montes sono una catena montuosa della superficie di Titano.
Prendono il nome dalla regione di Mithrim, dell'universo immaginario di Arda, creato dallo scrittore J. R. R. Tolkien.